# Улица Коперника (Киев)
У́лица Копе́рника — улица в Шевченковском районе города Киева. Пролегает от улицы Сечевых Стрельцов до улицы Ростиславской и улицы Митрофана Довнар-Запольского. К улице Коперника примыкают улицы Дмитриевская, Бердичевская, Шолуденко.
Протяжённость 870 м.

## История
Улица возникла в 1-й половины XX ст. под названием Новая 67-я (была «прорезана» через старую застройку). На дореволюционных картах, то прямое продолжение Глубочицкой улицы, которая позднее получила название Новоглубочицкой, названо Тюремной улицей, проходившей за Лукьяновским тюремным замком. В 1939—1973 годах имела название Новоглубочицкая (начальный отрезок — до Бердичевской улицы — некоторое время входил в состав Глубочицкой улицы). Современное название в честь астронома Николая Коперника — с 1973 года.

## Застройка
Заселение местности около улицы Коперника началось в 1830-х — 1840-х годах XIX ст. Жители самостоятельно захватывали земли, без документального оформления. В 1851 году эта местность официально вошла в границы города. Старую застройку полностью снесли в начале 1980-х годов.
Улица застроена преимущественно пяти- и шестиэтажными «хрущёвками», девятиэтажными «гостинками» — типовыми зданиями серии ММ-640, также есть несколько современных многоэтажек. Дома № 18 и № 20/2 возведены в 1-й половине XX ст. в стиле конструктивизма (дома Комхоза — коммунального хозяйства, архитектор Аничкин).

## Важные учреждения
- Общеобразовательная школа № 101 (дом № 8)
- Общежитие БМУ Государственного управления справами (дом № 21)
- Библиотека № 101 Шевченковского района (дом № 27)

## Транспорт
- Станция метро «Лукьяновская»

## Почтовый индекс
04116

## Географические координаты
координаты начала 50°27′36″ с. ш. 30°29′05″ в. д.
координаты конца 50°27′21″ с. ш. 30°28′27″ в. д.

### Внешние ссылки
- Улица Коперника на сервисе Яндекс.Панорамы.
- [www.interesniy.kiev.ua/dost/rayony-i-prigorody-kieva/pravoruch-prospektu-peremogi/ Справа от проспекта Победы]